# Уокер, Кенни (баскетболист)
Кеннет «Скай» (Кенни) Уокер (англ. Kenneth "Kenny" "Sky" Walker; родился 18 августа 1964 года, Роберта, штат Джорджия) — американский профессиональный баскетболист.

## Ранние годы
Кенни Уокер родился в городе Роберта (штат Джорджия), учился в местной школе Кроуфорд-Каунти, в которой играл за местную баскетбольную команду, а в 1982 году признавался лучшим баскетболистом среди учащихся старших школ Джорджии. В 1986 году закончил Кентуккийский университет, где в течение четырёх лет выступал за команду «Кентукки Вайлдкэтс», в которой провёл успешную карьеру, набрав в итоге 2080 очков и 942 подбора, к тому же три раза помогал выиграть своей команде регулярный чемпионат Юго-Восточной конференции (1983—1984, 1986), два раза — турнир Юго-Восточной конференции (1984, 1986) и один раз помог вывести свою команду в «Финал четырёх» NCAA (1984), где она уступила в полуфинале (40—53) будущему победителю турнира «Джорджтаун Хойяс».

## Баскетбольная карьера
Играл на позиции лёгкого форварда и тяжёлого форварда. В 1986 году был выбран на драфте НБА под 5-м номером командой «Нью-Йорк Никс». Позже выступал за команды «Гранольерс», «Тимсистем Фабриано», «Касерес», «Вашингтон Буллетс» и «Исузу Гигакэтс». Всего в НБА провёл 7 сезонов. В 1989 году стал победителем конкурса по броскам сверху, ежегодно проводимого в рамках звёздного уикенда НБА, а также занял третье место в конкурсе следующего года. Два года подряд признавался баскетболистом года среди студентов конференции Southeastern (1985—1986). Один раз включался в 1-ю всеамериканскую сборную NCAA (1986), а также один раз — во 2-ю всеамериканскую сборную NCAA (1985). Всего за карьеру в НБА сыграл 448 игр, в которых набрал 3128 очков (в среднем 7,0 за игру), сделал 1793 подбора, 299 передач, 235 перехватов и 299 блок-шотов.
В 1991 году из-за травмы колена Уокер вынужден был покинуть НБА и уехать в Европу, где на протяжении двух сезонов выступал за команды низших лиг в чемпионатах Испании и Италии. В 1993 году он вернулся в НБА, где два года отыграл за «Вашингтон Буллетс», но последствия травмы уже не давали ему вернуться на высокий уровень игры. В 1996 году он переехал в Японию, где отыграл всего один сезон, после чего завершил свою спортивную карьеру.
В 1983 году Кенни Уокер стал в составе сборной США победителем чемпионата мира по баскетболу среди юношей до 19 лет в Пальма-де-Мальорка.

## Статистика

### Статистика в НБА
| Сезон                                                                                    | Команда   | Регулярный сезон | Регулярный сезон | Регулярный сезон | Регулярный сезон | Регулярный сезон | Регулярный сезон | Регулярный сезон | Регулярный сезон | Регулярный сезон | Регулярный сезон | Регулярный сезон | Серия плей-офф | Серия плей-офф | Серия плей-офф | Серия плей-офф | Серия плей-офф | Серия плей-офф | Серия плей-офф | Серия плей-офф | Серия плей-офф | Серия плей-офф | Серия плей-офф |
| Сезон                                                                                    | Команда   | GP               | GS               | MPG              | FG%              | 3P%              | FT%              | RPG              | APG              | SPG              | BPG              | PPG              | GP             | GS             | MPG            | FG%            | 3P%            | FT%            | RPG            | APG            | SPG            | BPG            | PPG            |
| ---------------------------------------------------------------------------------------- | --------- | ---------------- | ---------------- | ---------------- | ---------------- | ---------------- | ---------------- | ---------------- | ---------------- | ---------------- | ---------------- | ---------------- | -------------- | -------------- | -------------- | -------------- | -------------- | -------------- | -------------- | -------------- | -------------- | -------------- | -------------- |
| 1986/87                                                                                  | Нью-Йорк  | 68               | 64               | 25,3             | 49,1             | 0,0              | 75,7             | 5,0              | 1,1              | 0,7              | 0,7              | 10,4             | Не участвовал  | Не участвовал  | Не участвовал  | Не участвовал  | Не участвовал  | Не участвовал  | Не участвовал  | Не участвовал  | Не участвовал  | Не участвовал  | Не участвовал  |
| 1987/88                                                                                  | Нью-Йорк  | 82               | 61               | 26,1             | 47,3             | 0,0              | 77,5             | 4,7              | 1,0              | 0,8              | 0,7              | 10,1             | 4              | 2              | 20,0           | 33,3           | -              | 100,0          | 2,3            | 1,3            | 0,5            | 0,8            | 4,5            |
| 1988/89                                                                                  | Нью-Йорк  | 79               | 2                | 14,7             | 48,9             | 25,0             | 77,6             | 2,9              | 0,5              | 0,5              | 0,6              | 5,3              | 9              | 0              | 10,0           | 23,1           | -              | 73,7           | 1,8            | 0,2            | 0,1            | 0,3            | 2,2            |
| 1989/90                                                                                  | Нью-Йорк  | 68               | 22               | 23,5             | 53,1             | 40,0             | 72,3             | 5,0              | 0,7              | 0,5              | 0,8              | 7,9              | 10             | 2              | 15,4           | 55,2           | 0,0            | 64,3           | 2,5            | 0,6            | 0,0            | 0,4            | 4,1            |
| 1990/91                                                                                  | Нью-Йорк  | 54               | 8                | 14,3             | 43,5             | 0,0              | 78,0             | 2,9              | 0,2              | 0,3              | 0,6              | 4,3              | 3              | 0              | 10,3           | 50,0           | -              | 100,0          | 2,3            | 0,7            | 0,3            | 0,3            | 3,3            |
| 1993/94                                                                                  | Вашингтон | 73               | 5                | 19,1             | 48,2             | 0,0              | 69,6             | 4,0              | 0,5              | 0,4              | 0,8              | 4,8              | Не участвовал  | Не участвовал  | Не участвовал  | Не участвовал  | Не участвовал  | Не участвовал  | Не участвовал  | Не участвовал  | Не участвовал  | Не участвовал  | Не участвовал  |
| 1994/95                                                                                  | Вашингтон | 24               | 0                | 11,1             | 42,9             | -                | 75,0             | 2,0              | 0,3              | 0,2              | 0,2              | 2,4              | Не участвовал  | Не участвовал  | Не участвовал  | Не участвовал  | Не участвовал  | Не участвовал  | Не участвовал  | Не участвовал  | Не участвовал  | Не участвовал  | Не участвовал  |
|                                                                                          | Всего     | 448              | 162              | 20,2             | 48,5             | 21,2             | 74,9             | 4,0              | 0,7              | 0,5              | 0,7              | 7,0              | 26             | 4              | 13,7           | 41,9           | 0,0            | 73,0           | 2,2            | 0,6            | 0,2            | 0,4            | 3,4            |
| Наведите курсор мыши на аббревиатуры в заголовке таблицы, чтобы прочесть их расшифровку. |           |                  |                  |                  |                  |                  |                  |                  |                  |                  |                  |                  |                |                |                |                |                |                |                |                |                |                |                |